# Kukurivka, Murovani Kurîlivți
Kukurivka (în ucraineană Кукурівка) este un sat în comuna Jvan din raionul Murovani Kurîlivți, regiunea Vinnița, Ucraina.

## Demografie
Componența lingvistică a localității Kukurivka
     Ucraineană (100%)
Conform recensământului din 2001, toată populația localității Kukurivka era vorbitoare de ucraineană (100%).